# Short 360
Short 360 är ett propellerdrivet kortdistansflygplan med två turbopropmotorer, tillverkat av Short Brothers. Det är baserad på Short 330. 
Short 360 är inte utrustad med tryckkabin, i motsats till alla konkurrerande flygplanstyper som Saab 340, ATR 42, DHC-8 och Embraer EMB 120. 
Flygplanstypen flög första gången 1981 och tillverkades i 165 exemplar. Produktionen upphörde 1991.

## Operatörer (ej komplett)

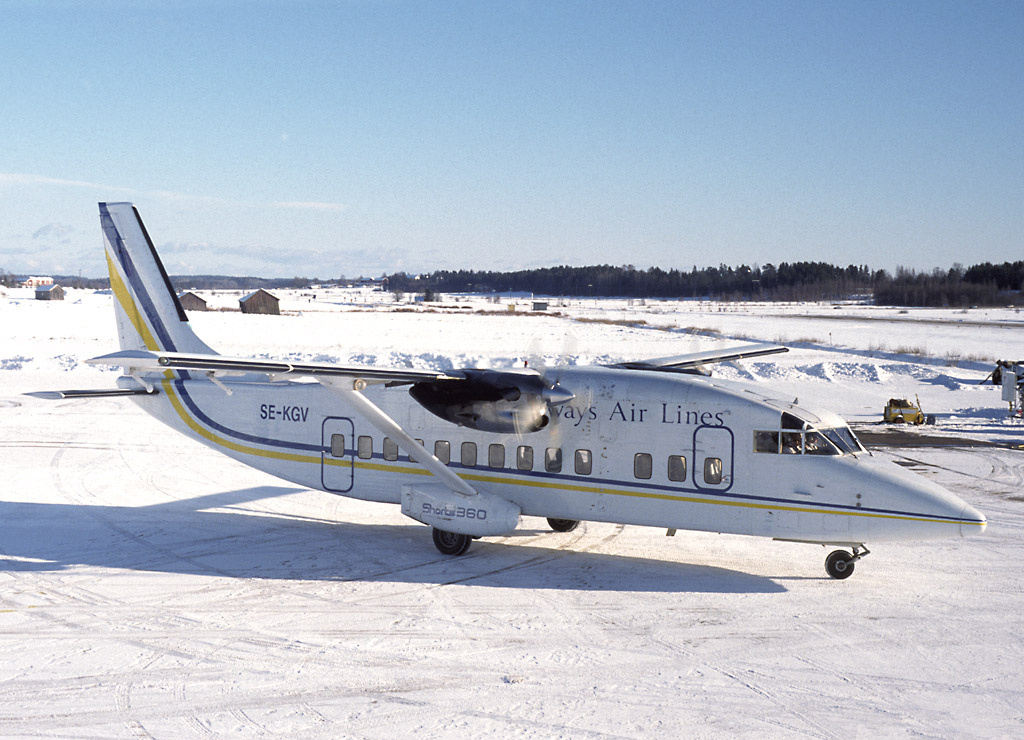
Swedeways Air Lines Short 360 SE-KGV, 1998.

Short 360 har flugits bl.a. av:

(♠ = begagnade flygplan)

### Europa
- Aer Lingus Commuter
- Air Business (Danmark)
- Air Hudik
- Air UK
- Avisto Overseas (Schweiz)
- British Midland
- Capital Airlines
- Connectair
- Fairflight
- Genair
- Jersey European Airways
- Loganair
- Manx Airlines
- National Commuter Airlines
- Nightexpress
- Rheinland Air Service
- ♠ Swedeways

### USA

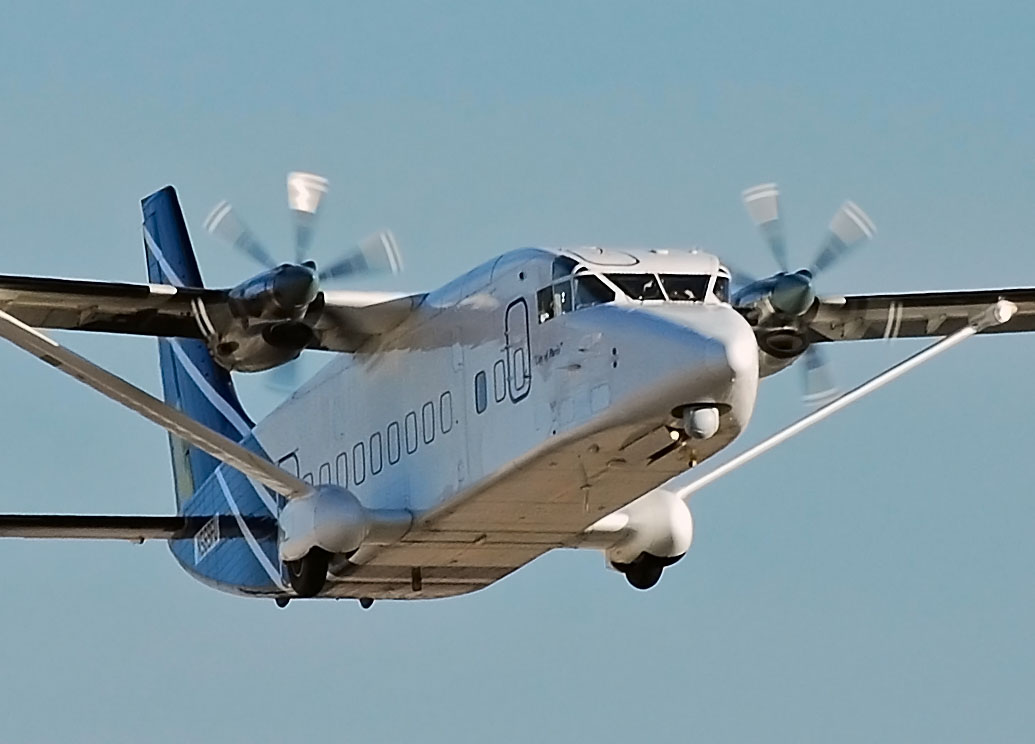
Short 360 fraktflygplan N569FU, 2010

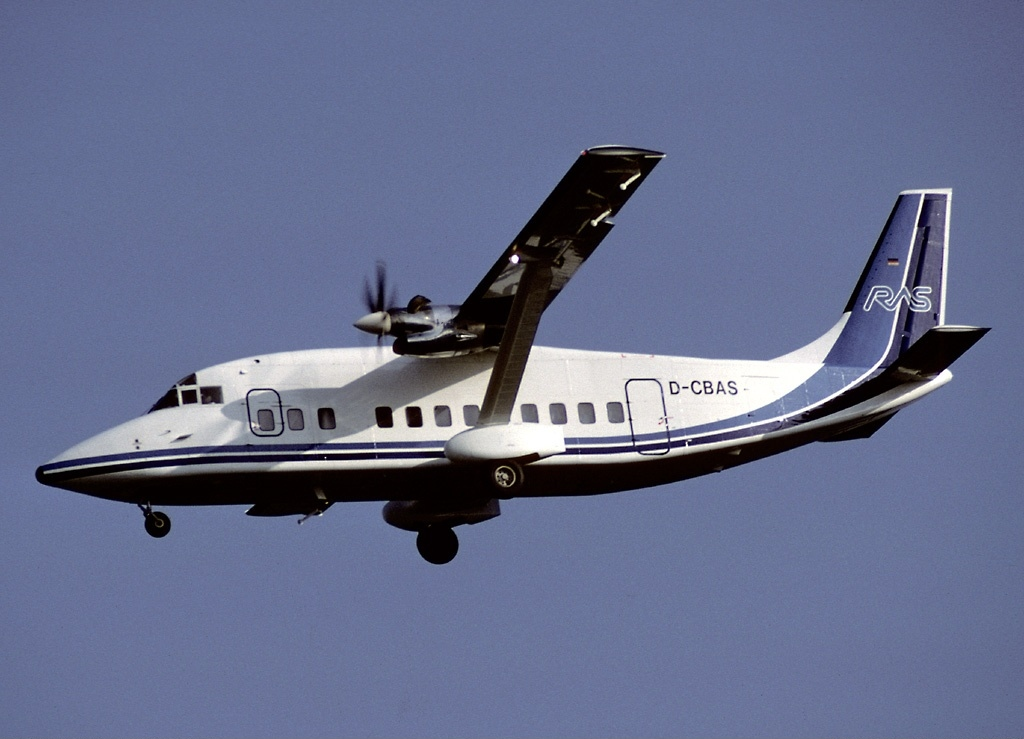
Sista Short 360 D-CBAS, Rheinland Air Service, 1992

- Atlantic Southeast Airlines
- BEX Business Express
- CC Air
- Command Airways
- Imperial Airlines
- Mississippi Valley Airlines
- Pennsylvania Airlines
- Simmons Airlines
- Stateswest Airlines
- Suburban Airlines
- Sunbelt Airlines
- US Airways Express
- Westair Commuter Airlines
- Wright Airlines

### Andra kontinenter
- CAAC (Kina)
- Hazelton Airlines (Australien)
- Philippine Airlines
- Thai Airways
- Time Air (Kanada)